# Diane Lane
Diane Lane (ur. 22 stycznia 1965 w Nowym Jorku) – amerykańska aktorka filmowa i modelka, nominowana do nagrody Oscara za rolę w filmie Niewierna.

## Życiorys

### Wczesne lata
Urodziła się w Nowym Jorku jako córka Colleen Farrington, piosenkarki nocnego klubu, która w październiku 1957 roku pojawiła się w magazynie dla panów „Playboy”, i Burta Lane (zm. 2002), nauczyciela i opiekuna kółka teatralnego. W 1965, trzynaście dni po jej narodzinach, rodzice rozwiedli się, a prawo do opieki uzyskał ojciec. Mieszkała w rezydencjach hotelowych Nowego Jorku.
W wieku sześciu lat pojawiła się w sztuce Eurypidesa Medea na nowojorskiej scenie La Mama Experimental Theatre. Mając trzynaście lat występowała w nowojorskich teatrach: Lincoln Centre w przedstawieniu Ajschylosa Agamemnon, La Mama Experimental Theatre i Public Theater, na Broadwayu w spektaklu Antoniego Czechowa Wiśniowy sad (The Cherry Orchard) z Meryl Streep i Raulem Julią.

### Kariera
Jako 14-latka zadebiutowała z powodzeniem na dużym ekranie rolą Lauren King, uczennicy paryskiej szkoły, romansującej z francuskim rówieśnikiem w komedii romantycznej George’a Roya Hilla Mały romans (A Little Romance, 1979), a za tę rolę otrzymała w Los Angeles dwie Nagrody Młodych Artystów.
13 sierpnia 1979 znalazła się na okładce magazynu „Time”. Kolejną nagrodę dla Młodego Artysty odebrała w Los Angeles za postać samotnej, niepełnosprawnej Karen w dramacie Dotyk miłości (Touched by Love, 1980).
Wystąpiła w telewizyjnym dramacie CBS Panna amerykańska piękność (Miss All-American Beauty, 1982) w tytułowej roli pianistki oraz dwóch dramatach sensacyjnych Francisa Forda Coppoli – Outsiderzy (The Outsiders, 1983) i Rumble Fish (1983) jako dziewczyna przywódcy ulicznego gangu motocyklowego. Za postać piosenkarki rockowej Ellen Aim w sensacyjnym melodramacie muzycznym Ulice w ogniu (Streets of Fire, 1984) oraz za rolę Very Cicero w kryminalnym dramacie muzycznym Coppoli Cotton Club (1984) była nominowana do przyznawanej przez fundację Raspberry Foundation statuetki Złotej Maliny jako najgorsza aktorka drugoplanowa.
Zebrała dobre recenzje za rolę dekoratorki wystaw sklepowych w thrillerze Nie igraj z kobietą (Lady Beware, 1987) i w melodramacie Wielkie miasto (The Big Town, 1987) jako striptizerka Katya Yarno. W dramacie fantasy Bezcenna piękność (Love Dream, 1988) i dreszczowcu Mordercza rozgrywka (Knight Moves, 1992) zagrała ze swoim długoletnim partnerem życiowym i przyszłym mężem Christopherem Lambertem. Rola prostytutki Loreny Wood w miniserialu CBS/Hallmark Na południe od Brazos (Lonesome Dove, 1989) przyniosła jej nominację do nagrody Emmy.
Swój aktorski talent ujawniła także: w dramacie telewizyjnym HBO Upadły anioł (Descending Angel, 1990) jako Irina Stroja, której ojciec miał więzi z nazizmem, w dramacie biograficznym Richarda Attenborough Chaplin (1992) jako Paulette Goddard, w telewizyjnym dramacie wojennym CBS Najstarsza wdowa konfederacji (Oldest Living Confederate Widow Tells All, 1994) jako tytułowa bohaterka, w obrazie futurystycznym Sędzia Dredd (Judge Dredd, 1995) u boku Sylvestra Stallone’a, w telewizyjnej adaptacji sztuki Tennessee Williamsa Tramwaj zwany pożądaniem (A Streetcar Named Desire, 1995), westernie Dziki Bill (Wild Bill, 1995) oraz w komediodramacie Francisa Forda Coppoli Jack (1996).
Za rolę nieuczciwej gospodyni domowej w melodramacie Tony’ego Goldwyna Spacer po księżycu (A Walk on the Moon, 1999) zdobyła nominację do nagród: Independent Spirit i krytyków w Las Vegas. Za kreację znudzonej żony angażującej się w namiętny romans z francuskim antykwariuszem (Olivier Martinez) w dramacie Niewierna (Unfaithful, 2002) została uhonorowana nagrodą krytyków filmowych i była nominowana do nagrody Oscara i Złotego Globu. Nominację do nagrody Złotego Globu przyniosła jej także postać dojrzałej pisarki z San Francisco, która w chwili twórczego i osobistego kryzysu, wyjeżdża do Włoch i romansuje z Marcello (Raoul Bova) w komedii romantycznej Pod słońcem Toskanii (Under the Tuscan Sun, 2003]).

## Życie prywatne
W latach 80. spotykała się z rockmanem Jonem Bon Jovim, aktorem Timothym Huttonem, aktorem Christopherem Atkinsem i Rickiem Kolsterem (1980–1983). W latach 1984–1988 związana była z aktorem Christopherem Lambertem, którego poślubiła w październiku 1988, a ich związek trwał do marca 1994, mają córkę Eleanor Jasmine (ur. 5 września 1993). W latach 1994–1995 spotykała się z brytyjskim reżyserem Dannym Cannonem. 14 sierpnia 2004 poślubiła aktora Josha Brolina, syna Jamesa Brolina, z którym rozwiodła się 14 lutego 2013.

## Filmografia

### Filmy fabularne
- 1979: Mały romans jako Lauren King
- 1982: Paczka sześciu jako Heather „Breezy” Aikens
- 1983: Rumble Fish jako Patty
- 1983: Outsiderzy jako Sherri „Cherry” Valance
- 1984: Ulice w ogniu jako Ellen Aim
- 1984: Cotton Club jako Vera Cicero
- 1992: Mordercza rozgrywka jako Kathy Sheppard
- 1992: Chaplin jako  Paulette Goddard
- 1995: Dziki Bill jako Susannah Moore
- 1995: Sędzia Dredd jako sędzia Hershey
- 1996: Jack jako Karen Powell
- 1997: Morderstwo w Białym Domu jako agent Nina Chance
- 1998: Przymierze z bronią jako Melissa
- 2000: Mój przyjaciel, Skip jako Ellen Morris
- 2000: Gniew oceanu jako Christina „Chris” Cotter
- 2001: Dom Glassów jako Erin Glass
- 2002: Niewierna jako Constance „Connie” Sumner
- 2003: Pod słońcem Toskanii jako Frances Mayes
- 2005: Facet z ogłoszenia jako Sarah Nolan
- 2005: Dzikie plemię jako Liz Earl
- 2006: Hollywoodland jako Toni Mannix
- 2008: Nieuchwytny jako agent FBI Jennifer Marsh
- 2008: Jumper jako Mary Rice
- 2008: Noce w Rodanthe jako Adrienne Willis
- 2008: Killshot jako Carmen Colson
- 2010: Niezwyciężony Secretariat jako Penny Chenery
- 2013: Człowiek ze stali jako Martha Kent
- 2014: Every Secret Thing
- 2015: W głowie się nie mieści jako matka Riley (głos)
- 2015: Trumbo jako Cleo Trumbo
- 2016: Paryż może poczekać jako Anne Lockwood
- 2016: Batman v Superman: Świt sprawiedliwości jako Martha Kent
- 2017: Liga Sprawiedliwości jako Martha Kent
- 2018: Tully jako Corrine Burns
- 2021: Liga Sprawiedliwości Zacka Snydera jako Martha Kent

### Seriale TV
- 2018: The Romanoffs jako Katherine Ford
- 2018: House of Cards jako Annette Shepherd
- 2024: Facet z zasadami (A Man in Full) jako Martha Croker